# Bišnuprijská manipurština
Bišnuprijská manipurština (endonymum: বিষ্ণুপ্রিয়া মণিপুরী nebo ইমার ঠার –⁠⁠⁠⁠⁠⁠ mateřský jazyk) je indoevropský indoíránský indoáríjský jazyk, kterým mluví asi 115 000 lidí. Zapisuje se bengálským písmem. Mluví se jím hlavně v Indii (ve státech Ásám a Tripura) a v Bangladéši a Myanmaru.
V ISO 639-3 má bišnuprijská manipurština kód bpy.
Anglický název jazyka, Bishnupriya Manipuri, byl poprvé představen koncem devatenáctého století Dr. G. A. Griersonem.